# Doina Mate
Doina Mate, coniugata Prăzaru (Plenița, 24 settembre 1952 – luglio 2024), è stata una cestista rumena.

## Carriera
Con la Romania ha disputato tre edizioni dei Campionati europei (1972, 1976, 1978).